# Pesniški Dvor
Pesniški Dvor – wieś w Słowenii, w gminie Pesnica. W 2018 roku liczyła 85 mieszkańców.